# Ludomir Sleńdziński

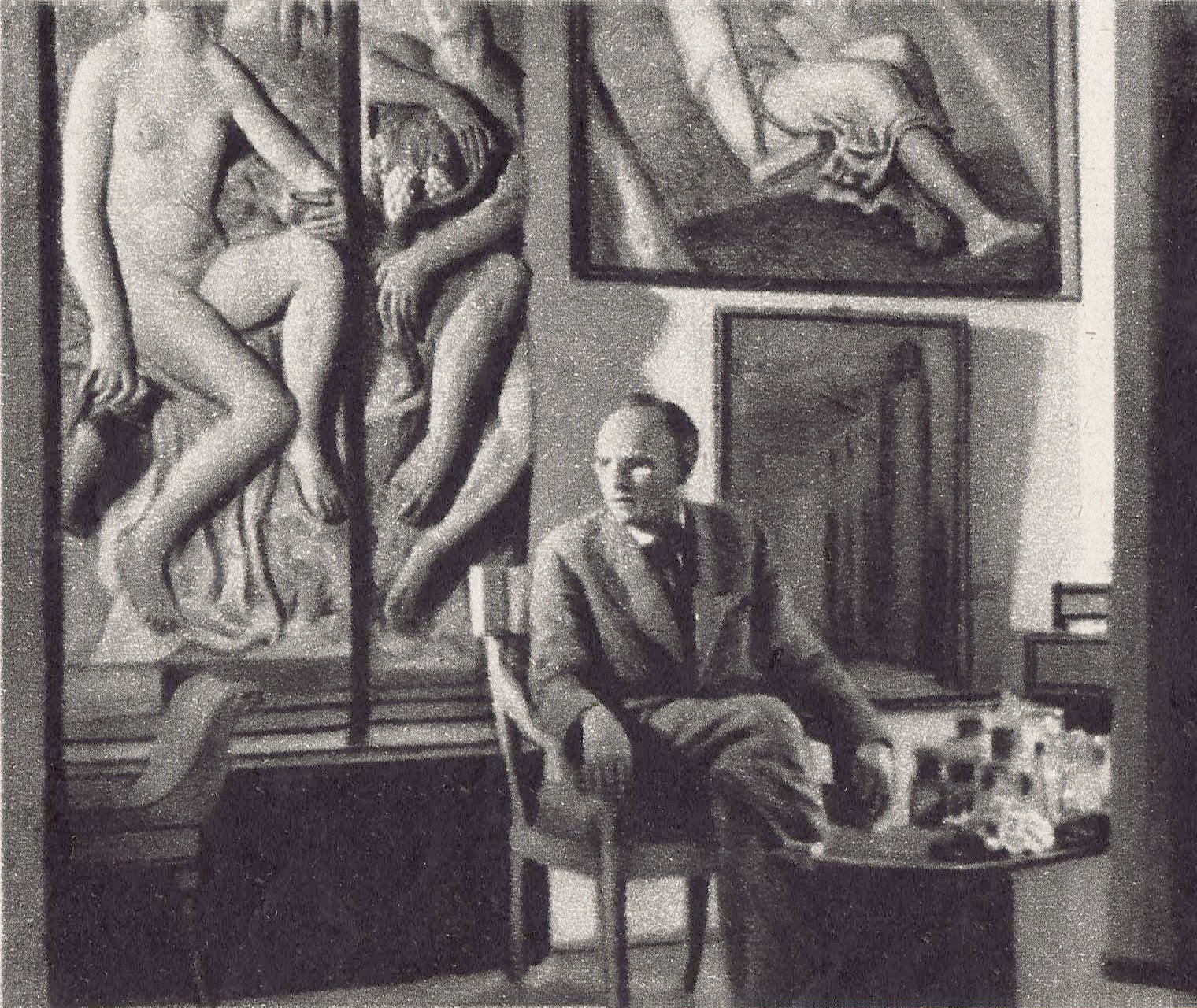
Ludomir Sleńdziński, 1946

Ludomir Sleńdziński (ur. 29 października 1889 w Wilnie, zm. 26 listopada 1980 w Krakowie) – polski malarz, rzeźbiarz, pedagog. Rektor Politechniki Krakowskiej w latach 1948–1956.

## Życiorys
Urodził się w rodzinie Wincentego i Anny z Bolcewiczów 1.v. Czechowiczowej (1845–1923), miał siostrę Johannę. Pochodził z rodziny o artystycznych tradycjach - ojciec Wincenty i dziadek Aleksander Józef (1803–1878) byli malarzami. Po ukończeniu I Gimnazjum w Wilnie rozpoczął w 1909 studia w Cesarskiej Akademii Sztuk Pięknych w Petersburgu. Dyplom akademii otrzymał w 1916. Lata 1917–1919 spędził na Krymie, gdzie zajmował się malarstwem, a ponadto uczył w szkole polskiej w Humaniu. W 1920 powrócił do rodzinnego Wilna i od razu stał się postacią znaczącą w środowisku artystycznym. Początkowo był nauczycielem rysunku w Gimnazjum im. Zygmunta Augusta. W maju 1920 organizował Wileńskie Towarzystwo Artystów Plastyków, któremu prezesował przez cały czas jego istnienia (do 1939).
Oprócz malarstwa sztalugowego uprawiał malarstwo ścienne i dekoracyjne – plafon w Pałacu Prezydium Rady Ministrów w Warszawie (1923) – obecnie w bibliotece Pałacu Prezydenckiego. Jego twórczość była inspirowana włoską sztuką XV i XVI w., choć artysta stworzył własny styl, w którym najważniejszy był rysunek i forma. Tworzył kompozycje figuralne i portrety, rzeźby i płaskorzeźby polichromowane w drewnie reliefy.
Liczne wystawy indywidualne i zbiorowe w Krakowie, Lwowie, Warszawie, Pradze, Sztokholmie, Nowym Jorku, San Francisco, Budapeszcie, Paryżu, Amsterdamie i w Wilnie. Podróżował m.in. do Francji, Włoch i na Bliski Wschód.
W 1929 został profesorem nadzwyczajnym a w 1938 profesorem zwyczajnym katedry malarstwa monumentalnego na Wydziale Sztuk Pięknych Uniwersytetu Stefana Batorego w Wilnie. W latach 1929–1939 był jednocześnie prodziekanem i dziekanem tej uczelni.
W czasie okupacji niemieckiej brał udział w tajnym nauczaniu. W 1943 roku został aresztowany i osadzony w obozie pracy w Prawieniszkach niedaleko Kowna, po zwolnieniu wrócił do Wilna. W 1944 wyjechał do Krakowa, gdzie został zatrudniony w Akademii Górniczej.
W latach 1945–1960 był profesorem rysunku na Wydziale Architektury Politechniki Krakowskiej, w okresie od 1948 do 1956 jej prorektorem i rektorem.
Współzałożyciel Instytutu Propagandy Sztuki (IPS) w Warszawie. Brał udział w wystawach zbiorowych IPS w Warszawie, Krakowie i Poznaniu.
Otrzymał szereg nagród, m.in. złoty medal w Paryżu na międzynarodowej wystawie „Sztuka i Technika” za obraz „Portret matki”.
Dwukrotnie żonaty. Najpierw z Ireną Dobrowolską (1896–1962), z którą miał córkę Julittę Annę (1927–1992), klawesynistkę, pianistkę i malarkę-amatorkę, drugi raz z Teresą z Houwaltów, 1.v. Kossakowską (zm. 1980).
Zmarł w Krakowie, pochowany na cmentarzu Salwatorskim (sektor SC8-5-22).

## Ordery i odznaczenia
- Order Sztandaru Pracy II klasy (28 września 1954)[6]
- Krzyż Komandorski Orderu Odrodzenia Polski (9 listopada 1932)[7]
- Krzyż Oficerski Orderu Odrodzenia Polski (1929)[8]
- Złoty Krzyż Zasługi (31 sierpnia 1950)[9]
- Medal 10-lecia Polski Ludowej (15 stycznia 1955)[10]